# Blauwstraat 16-19
De panden Blauwstraat 16 t/m 19 vormen een monumentaal complex op de hoek van de Blauwstraat en de Naaierstraat in de Nederlandse stad Gouda.

## Geschiedenis en beschrijving
Het monumentale pand op de hoek van de Blauwstraat bevat elementen uit verschillende perioden vanaf de middeleeuwen. Halverwege de vijftiende eeuw woonde op deze plaats de rijke graanhandelaar Adriaan Tybus, vader van de eerste rector van het Maria Magdalenaconvent. Het pand heeft ook dienstgedaan als woonruimte voor priesters en kanunniken. De leraar, oom en voogd van Erasmus, Pieter Winckel, onderpastoor van de Sint-Janskerk, kocht het pand in 1504. Het pand is in de negentiende eeuw gepleisterd. De pleisterlaag is voorzien van zogenaamde schijnvoegen. In de middeleeuwen waren de topgevels van het pand voorzien van trappen, waarvan de aanzetten bewaard zijn gebleven. Tussen de beide topgevels bevindt zich een groot zadeldak met een erker aan de zijde van de Blauwstraat. Aan de rechterzijde van het pand bevindt zich aan de Blauwstraat een hardstenen stoep met twee treden naar de entree. Twee ijzeren hekwerken scheiden de stoep van het trottoir. Het linker gedeelte van het pand heeft een winkelpui en - volgens de Rijksdienst voor het Cultreel Erfgoed - "bedorven ramen".
Het pand is sinds 1966 erkend als rijksmonument.